# Lemland-Lumparlands församling

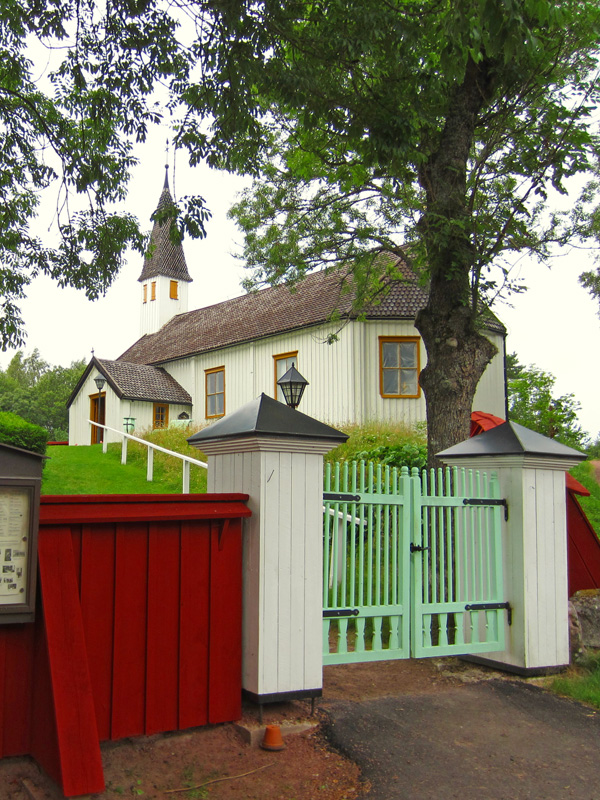
S:t Andreas kyrka, Ålands äldsta träkyrka

Lemland-Lumparlands församling är en församling i Ålands prosteri inom Borgå stift i Evangelisk-lutherska kyrkan i Finland. Till församlingen hör 1 860 kyrkomedlemmar (8/2018) bosatta i kommunerna Lemland och Lumparland. 
Lemlands kyrksocken härstammar senast från 1200-talet. Socknen nämns första gången 1431. Lumparlands kapell grundades under Lemland i början av 1500-talet. Lumparland nämns första gången 1544.
Kyrkoherde i församlingen är Benny Andersson.

## Församlingens kyrkor
Lemland-Lumparlands församling har två kyrkor, S:ta Birgitta kyrka (1200-talet) på Lemland och S:t Andreas kyrka (1728) på Lumparland. 